# شیولوچ
شیولوچ (روسی: Шивелуч؛ IPA: [ʂɨˈvʲeɫʊt͡ɕ]) یک کوه آتشفشانی در شبه‌جزیره کامچاتکای کشور روسیه است.